# Макс і його компанія
«Макс і його компанія» — пригодницький фільм 2007 року.

## Сюжет
Змалечку Макс знав, що коли він виросте, обов'язково знайде свого знаменитого батька, Джоні бігуді, який безслідно зник незабаром після його народження. Роки пролетіли, а Макс не забув своєї давньої мрії, і одного разу він вирушає в подорож. На шляху до заповітної мети хлопчика чекають дивовижні пригоди і нові вірні друзі. Деякі факти.